# Q先生
Q先生，是007系列小說及電影裡的虛構角色，Q是英文Quartermaster（軍需官）第1個英文字大寫，是007系列英國祕勤局虛構部門Q部門的領導，在原著小說裡只是略微出現人物，但是在電影就份量加重，原作者伊恩·佛萊明成功把自己轉變成Q先生出現在電影，在其他不是007小說Q先生還是出現；至於後來幾部007電影裡Q先生，經證實就不是伊恩·佛萊明個人所創作。

## 演員
- 戴斯蒙·李維林：第一代Q先生扮演者，從第一任龐德史恩·康納萊的《第七號情報員續集》登場至皮爾斯·布洛斯南的《縱橫天下》為止，橫跨年代最久，然而在《縱橫天下》上映後不久便車禍去世。
- 約翰·克里斯：第二代Q先生扮演者，接替戴斯蒙·李維林去世之後的下一部《誰與爭鋒》扮演Q（僅此一部），在《縱橫天下》就有登場，設定為Q的同事。
- 班·維蕭：第三代Q先生扮演者，在丹尼爾·克雷格扮演的007電影系列第三部《空降危機》中首次登場。比較特別的是在於新版Q先生的戲路，除了改變為年輕駭客形象以外、減少有關提供龐德奇異道具而著重於戰略後勤，與龐德和錢班霓有更親近如摯友一般的互動。